# 安布拉

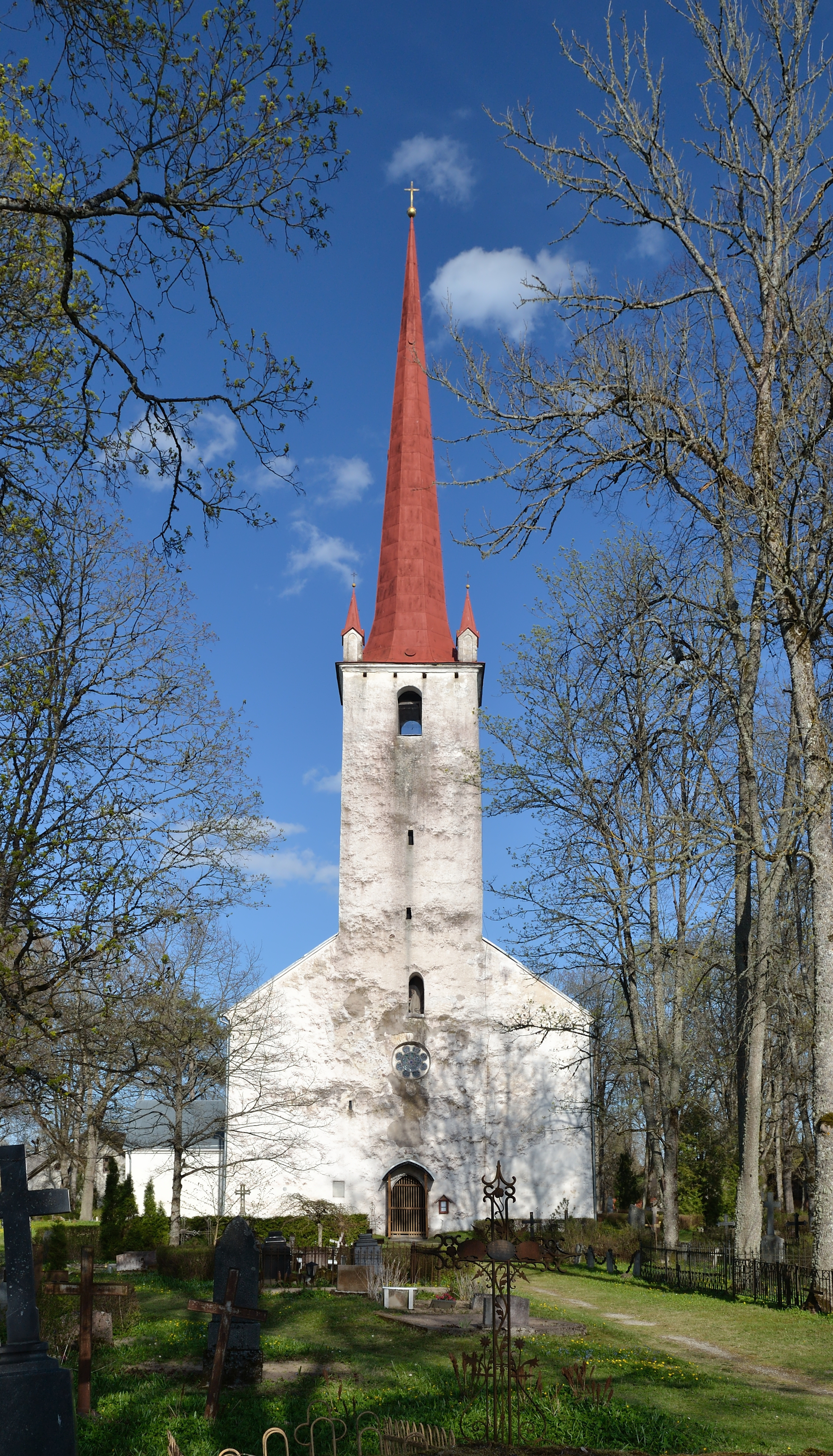
安布拉教堂

安布拉，是愛沙尼亞耶爾瓦縣耶尔瓦市镇内的小鎮，位於該國中部，曾是原安布拉市镇的行政中心，處於安布拉河上游，距離塔帕10公里，2011年該小鎮人口299。